# Gorham (hameau, New York)
Pour les articles homonymes, voir Gorham.
Gorham est une census-designated place du comté d'Ontario, dans l'État de New York, aux États-Unis,. En 2020, elle compte une population de 604 habitants.